# テレタイプ端末

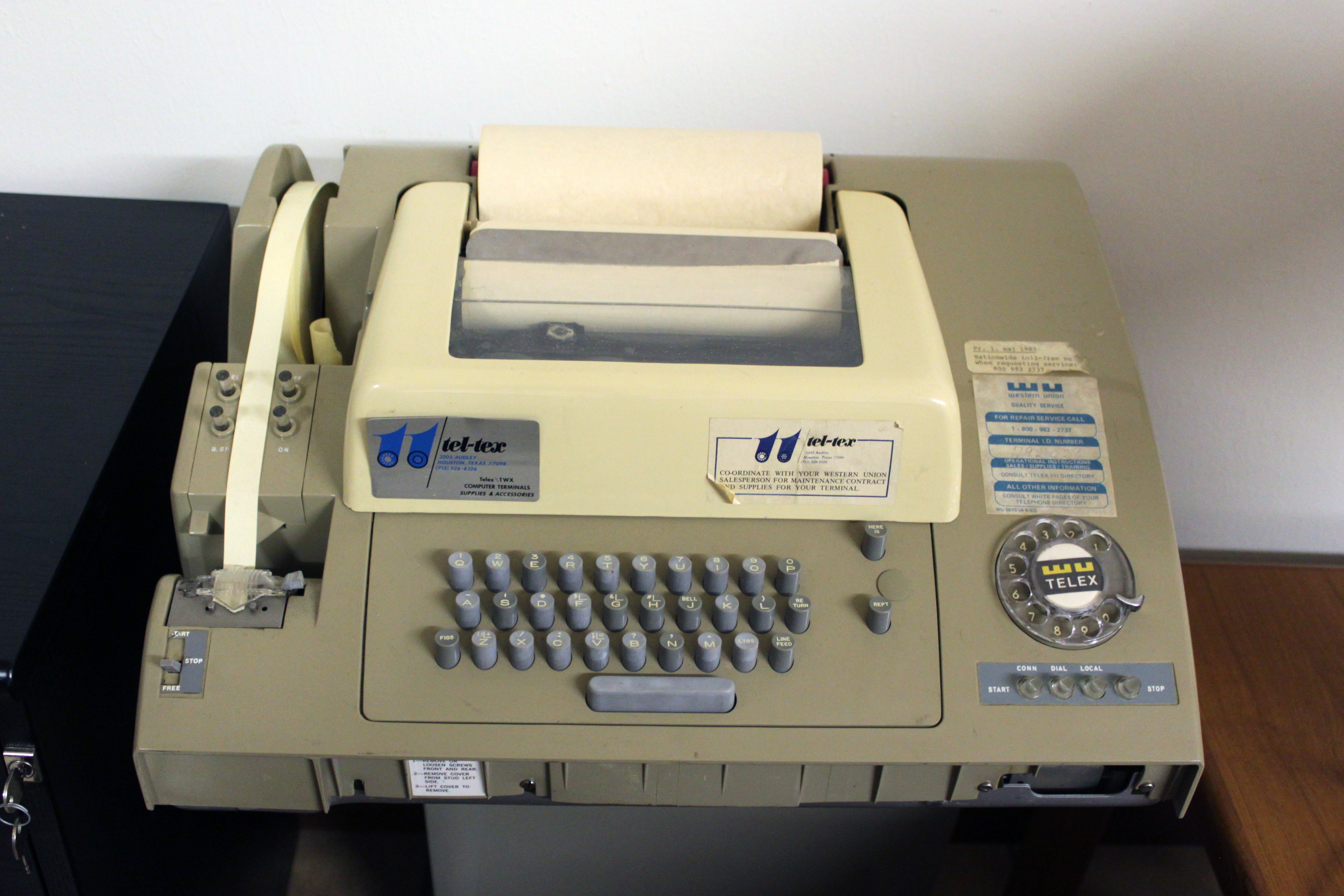
ASR-32。テレックスで使われたテレタイプ

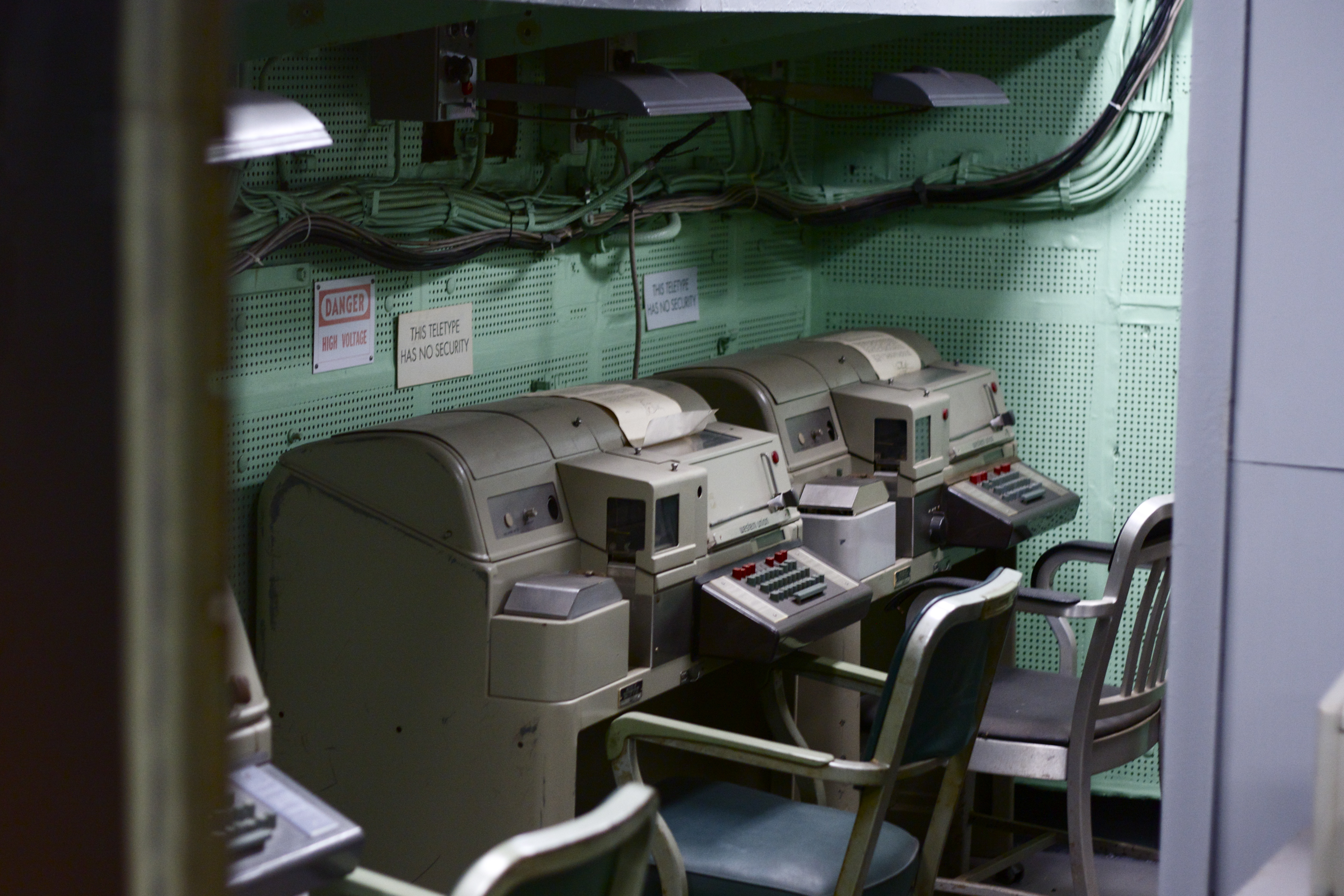
アメリカ軍の空母イントレピッドで通信に使用されたテレタイプ（現・イントレピッド海上航空宇宙博物館展示品）

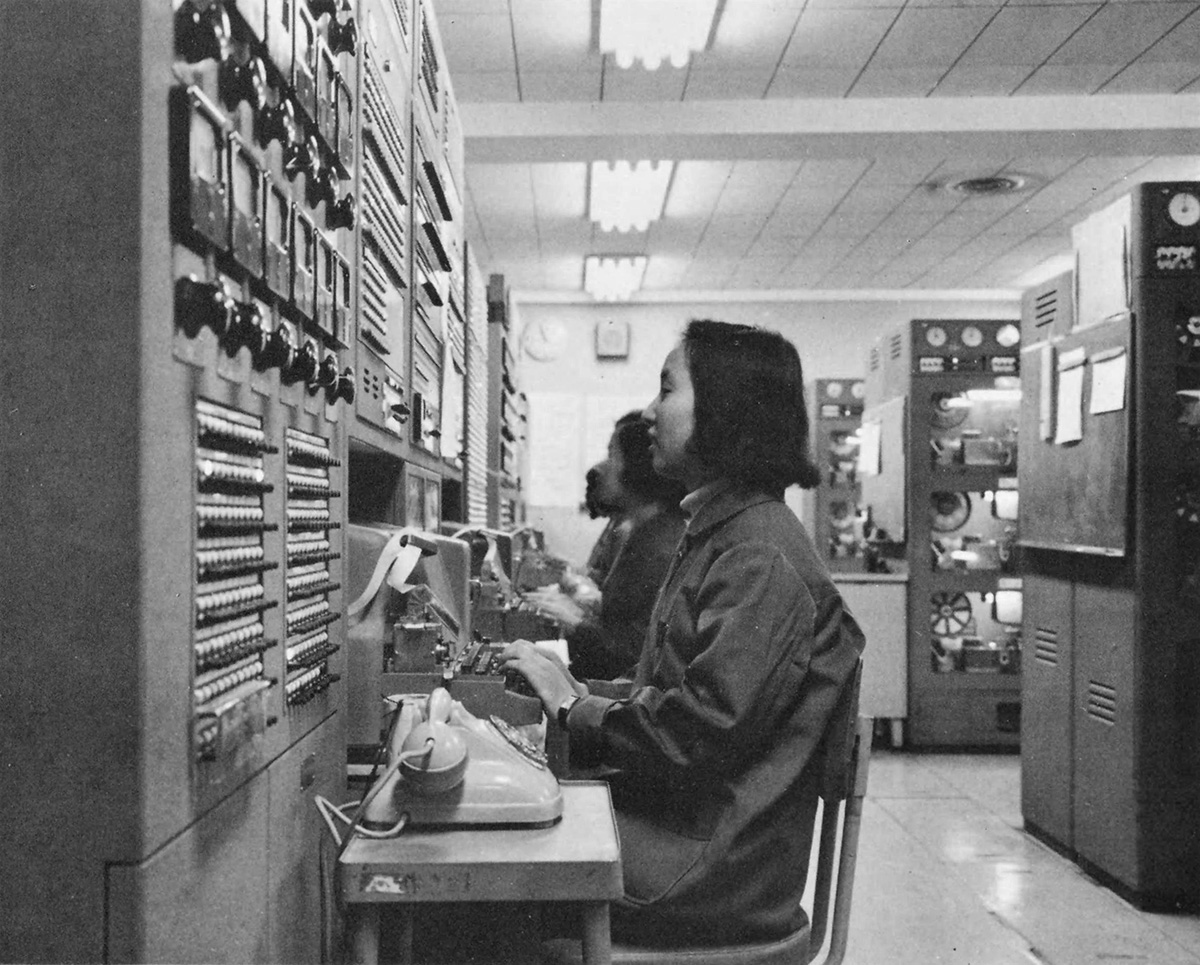
日本勧業銀行で本・支店間の通信に使用されたテレタイプ（1967年）

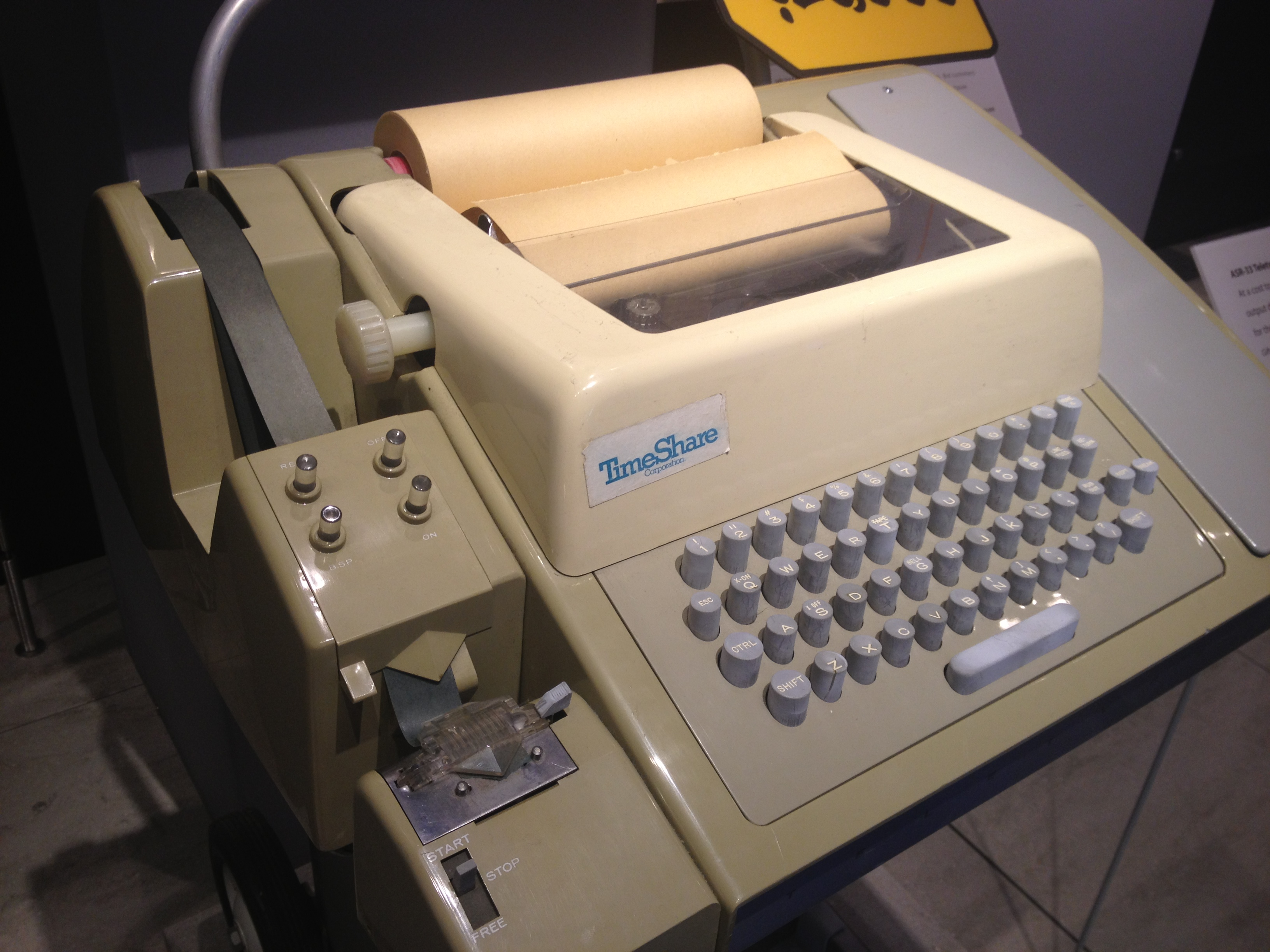
紙テープリーダーとパンチを備えた ASR Teletype Model 33 は、コンピュータ用端末として使用可能

テレタイプ（端末）（テレタイプ（たんまつ）、英語: teletype、あるいはteletypewriter）は、回線で信号を送/受信するための、タイプライター的な装置。テレプリンタ（英語: teleprinter）、TTYとも。漢字表記では印刷電信機。通信用だけでなく、コンピュータの入出力装置としても使われた。今日ではほとんど使われなくなった。

## 概要
もともと通信のために使う電動機械式タイプライターであり、いわば遠く離れて動かせるタイプライターやプリンタなのでteletypeやteleprinterと命名された。（tele-はギリシア語由来の接頭辞であり、「遠く離れて」という意味である。）
通信用
もともと有線式の電信に使われ、2台を単純に電線（導線）で直結するだけでも作動する。その後様々な有線通信・無線通信で使われるようになった装置であり、専用線、交換網、無線回線、マイクロ波リンクなどでも動く。
コンピュータの入出力用
通信用だけでなく、メインフレームやミニコンピュータの入出力用の端末（ユーザインタフェース）として、コンピューター・ルーム（計算機室）内に設置されて使われた。
特に1960年代初頭あたりからタイムシェアリングシステムが広まると、使われる台数が増え、モデムを介して電話回線で遠隔のコンピュータに接続しても使われた。
紙テープつき
テレタイプはそもそも普通の用紙に印字する装置であるが、それに加えて
紙テープでもキーボードからの入力や受信したメッセージを記録できる機種もあり、紙テープに記録したメッセージを印刷したり再送したりといったことが可能である。また、この紙テープはコンピュータの入出力に使われるものと互換性があった。
プロトコル
物理的な装置としてのテレタイプは使われなくなったものの、そのプロトコルは現在でも使われることがある。
いわゆるパソコン通信も、TTYの通信プロトコルを応用したものだった。
UNIXシステムなどでは今も「TTY」という用語が使われている。
航空管制業務では今も広く使われており（AFTNなど）、またろう者が電話回線経由で通信するための装置「聴覚障害者用文字電話」（Telecommunications Devices for the Deaf、TDD）でも使われている。

## 歴史
テレタイプはロイヤル・E・ハウス、デイビッド・エドワード・ヒューズ、チャールズ・クラム、エミール・ボドーなど多数の技術者の一連の発明によって進化した。
1846年、ワシントンD.C.とニューヨーク間でモールス式電信システムが開通した。同年、ロイヤル・E・ハウスが電信印刷機の特許を取得している。28キーのピアノ状のキーボード2台を相互接続したもので、各キーがアルファベットに対応していて、一方のキーボードのキーを押下すると相手側でその文字が印字される仕組みになっていた。「シフト」キーがあるので、各キーは2種類の値を発生できる。そのため合計56種類の活字で構成されるタイプホイールが双方にあり、同期して回転する仕組みになっている。送信側でキーを押下すると、受信側のタイプホイールが回転して対応する活字が印字される位置に移動する。したがってこれは同期式データ転送システムの一種である。ハウスの装置は1分間に約40語を伝送できたが、大量生産は難しかった。印字機構は1時間に2,000語まで印字可能だった。この発明は1844年、ニューヨークの Mechanics Institute で完成し展示された。
テレタイプの運用は1849年、フィラデルフィアとニューヨーク間で始まった。
1855年、デイビッド・エドワード・ヒューズがロイヤル・E・ハウスの作ったマシンを改良した。それから2年以内にいくつかの電信会社が合併してウエスタンユニオンが結成され、ヒューズのシステムを商用電報に適用しはじめた。

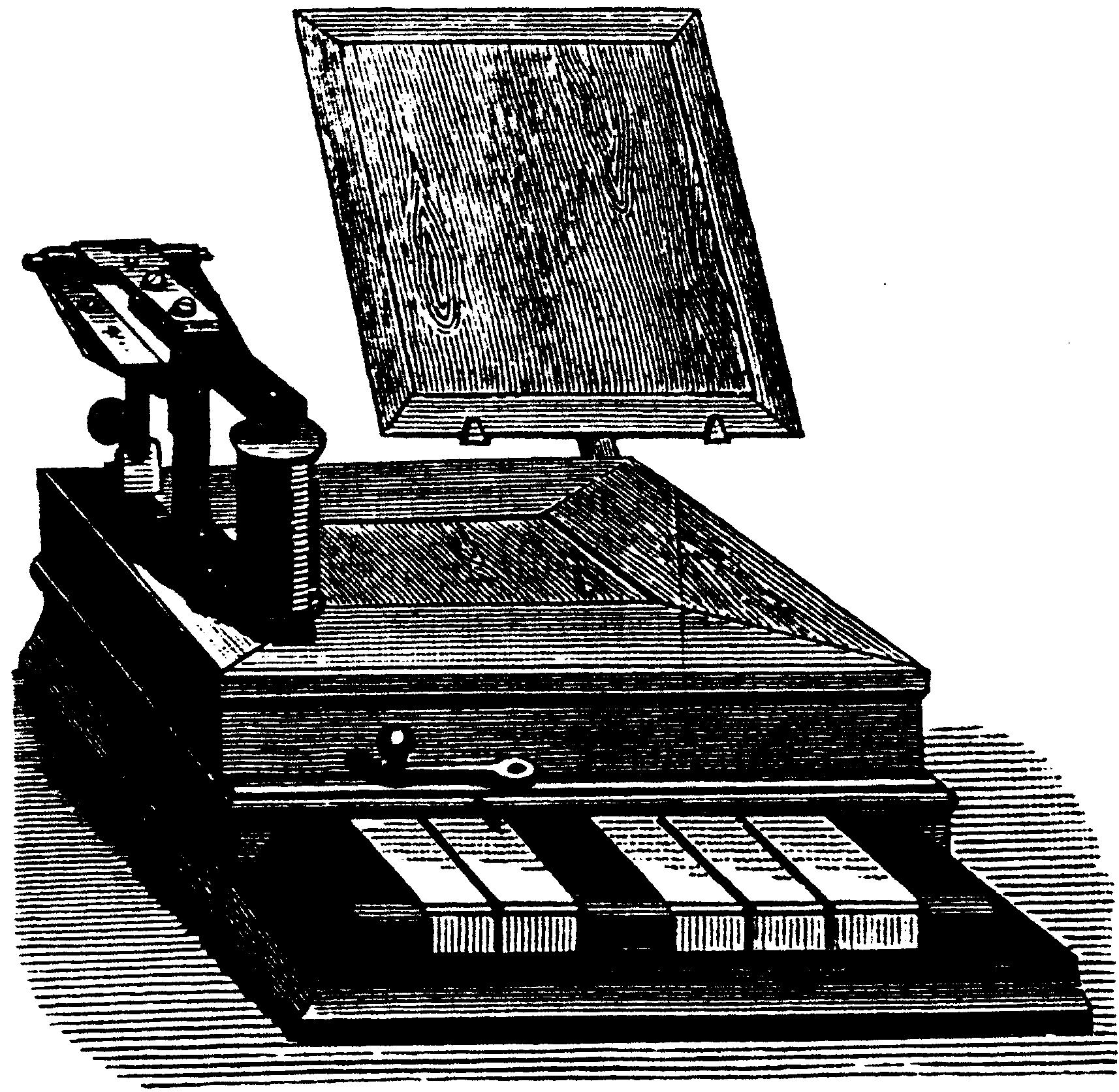
ボドーの電信装置

1874年、エミール・ボドーが5単位（5ビット）符号体系（Baudot Code）を使ったシステムを設計。このシステムは1877年にフランスで採用された。1897年、パリとロンドン間の単方向通信システムにボドーのシステムが採用され、その後イギリス国内の電信サービスでも双方向のボドーシステムが採用された。

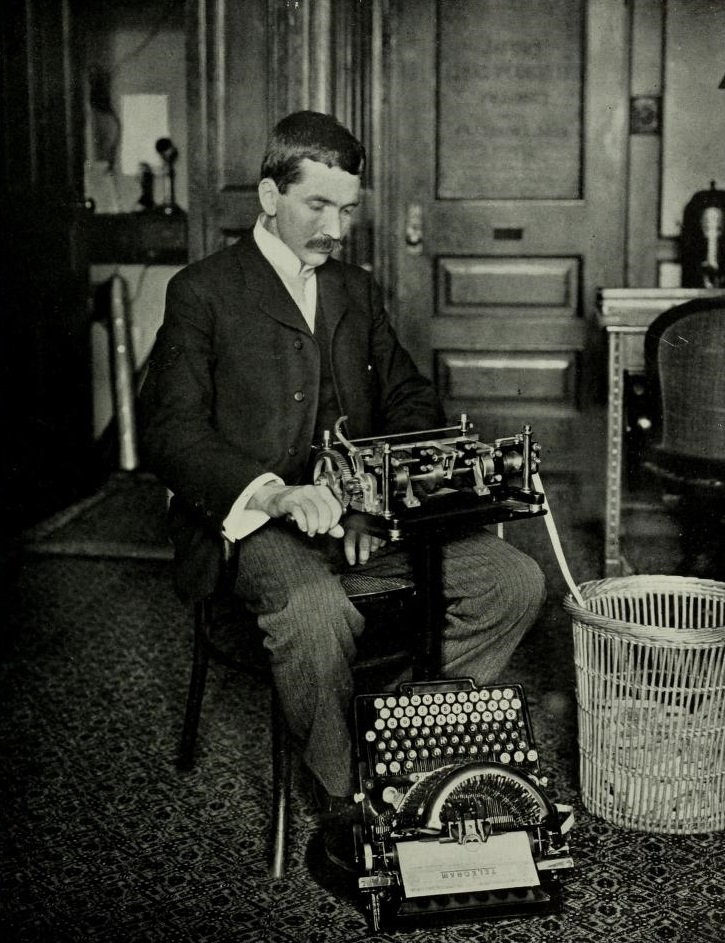
Donald Murrayと電信用タイプライタ

1901年、Donald Murray（ドナルド・マレーもしくはドナルド・ミュレー）がタイプライター状のキーボードの開発過程でボドーの符号体系に改良を加えた。ミュレーのシステムはキーボードからの入力をいったん紙テープに鑽孔可能で、紙テープからメッセージを送信できる装置も備えていた。受信側では、メッセージを紙テープに印字することもできるし、鑽孔することもできる。このようにすることでオペレータの手の動きと転送されるビット列は直接の関係がなくなったため、オペレータの疲労を最小化する必要がなくなり、むしろよく使われる文字のコードが紙テープ上で穴が少なくなるように修正を加えた。ミュレーはまた「制御文字」と呼ばれるコードとしてキャリッジ・リターン (CR) や改行コード (LF) を符号体系に加えた。NULL、BLANK、DELといったコードはボドーの符号体系から移動させられ、その値が長らく使われることになった。NULLやBLANKは送信中に何も送信していない状態を表すのに使われた。
1902年、電気技師 Frank Pearne は電信印刷機の実用化の研究スポンサーを求め、Morton Salt の Joy Morton に接触した。Joy Morton はそれが出資に値するか否かを判断するため、Western Cold Storage Company の副社長で技師のチャールズ・クラムに意見を求めた。クラムはPearneの研究に関心を寄せ、Western Cold Storage の研究室にそのためのスペースを設けた。Frank Pearne は1年ほどでプロジェクトに興味を失い、教職に就いた。クラムは研究を続け、1903年8月に ‘typebar page printer’ と題した特許を取得。1904年には ‘type wheel printing telegraph machine’ と題した特許を出願し、1907年8月に発効した。1906年には息子のハワード・クラムも父の研究に参加している。符号電信システムの通信開始・終了時の同期方法を考案し特許をとったのはハワードであり、それによってテレタイプ端末の実用化が可能となった。
1908年、（Joy Morton と Charles Krum の名を組み合わせた）モルクラム社がテレタイプ端末 Morkrum Printing Telegraph を開発し、Alton Railroad と共同で実地試験を行った。1910年、モルクラム社の初の商用テレタイプ端末がボストン-ニューヨーク間の電信線で導入された。
1916年、エドワード・クラインシュミットがタイプバー式ページプリンターについての特許を出願。1919年、モルクラム社が先述の開始・終了時の同期技法についての特許を取得すると、間もなくクラインシュミットが "Method of and Apparatus for Operating Printing Telegraphs" と題した特許を出願。この特許にはモルクラム社の開始・終了技法の改良版が含まれていた。

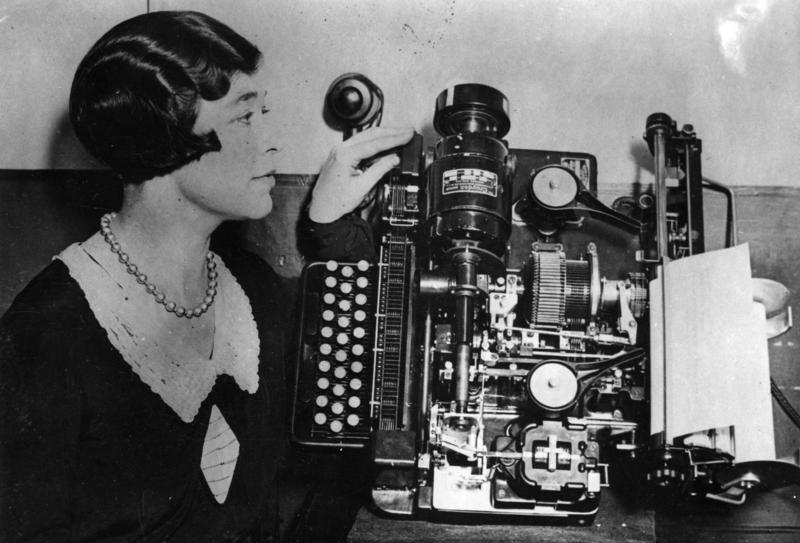
Creed社のModel 7（1930年）

開始・終了技法について特許紛争で時間と金を無駄にする代わりに、クラインシュミットとモルクラムは合併することを選び、1924年にモルクラム・クラインシュミットとなった。この新会社は両社の機種の長所を生かした新機種を開発した。
1924年、Frederick G. Creed が創業した Creed & Company がテレタイプ端末市場に参入。1925年、Creed は Baudot Code を合理化したミュレーの符号体系についての特許を獲得し、1927年の新機種にそれを採用した。この機種は受信したメッセージをゴムを塗布した紙テープに毎分65語の速度で印字でき、Creedとしては初の送受信機能を一体化した大量生産機だった。

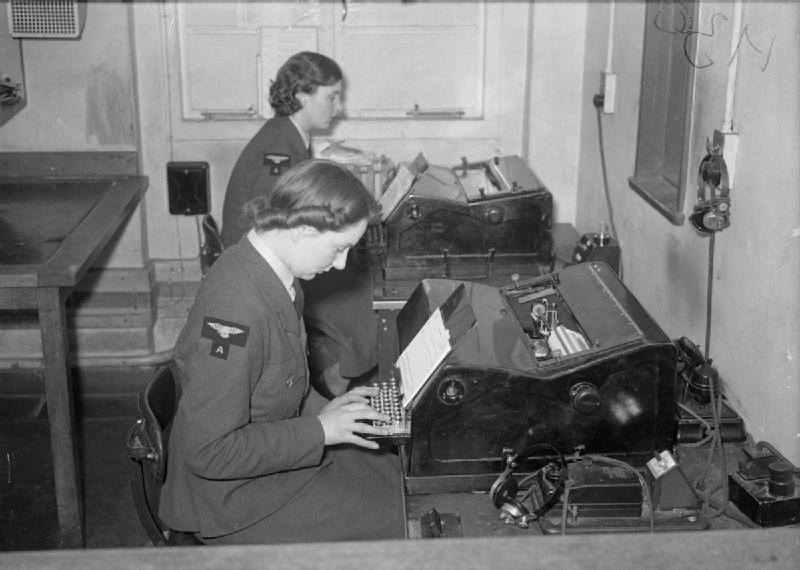
イギリス空軍（1939年-1945年ころ）
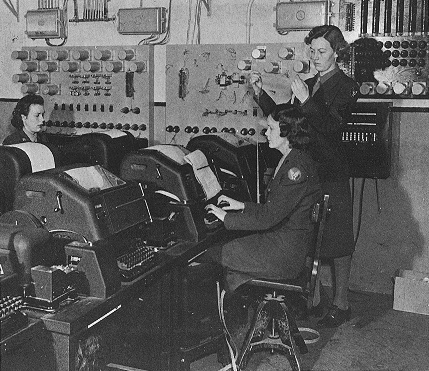
空軍。第二次世界大戦ころ。
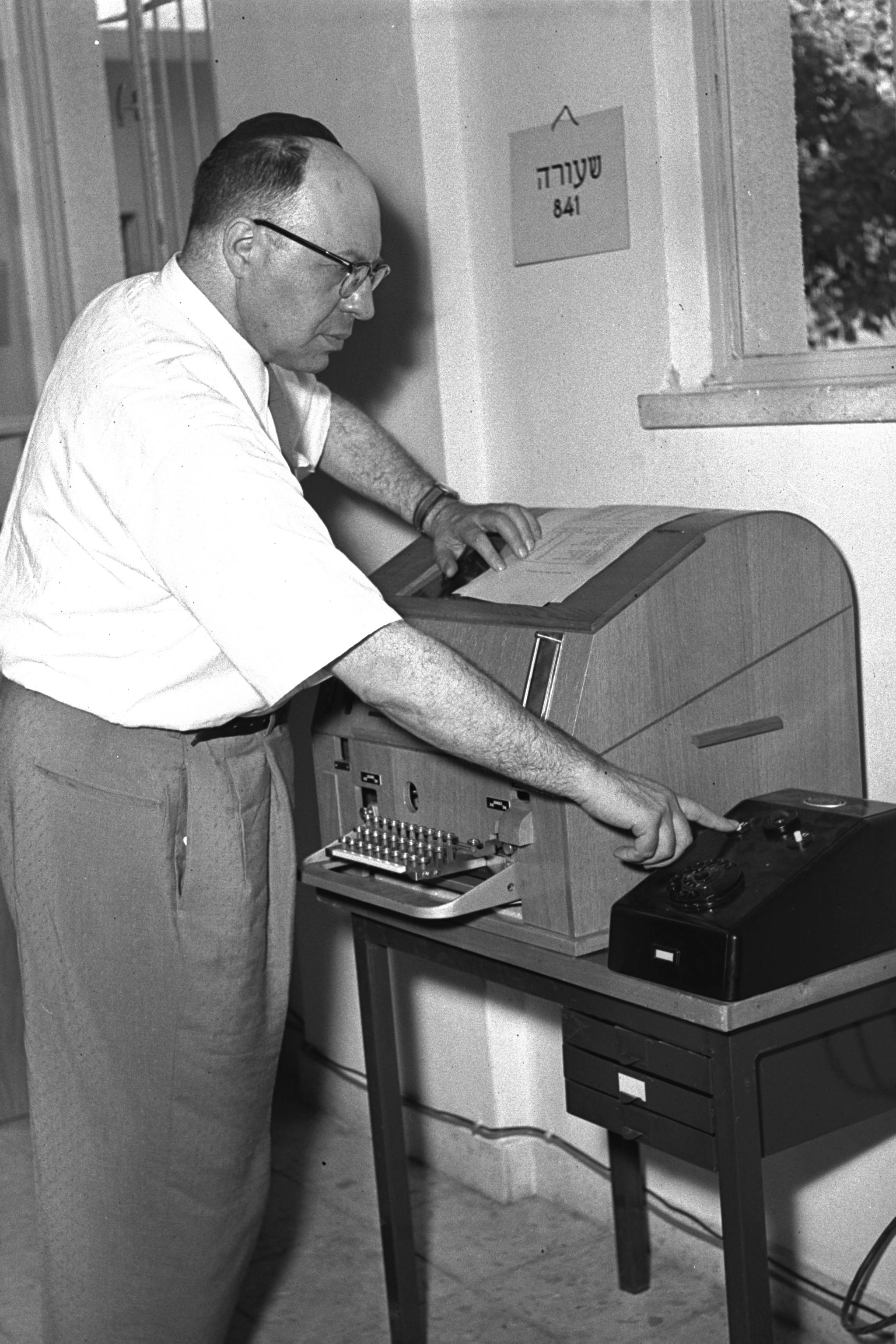
（1956年）
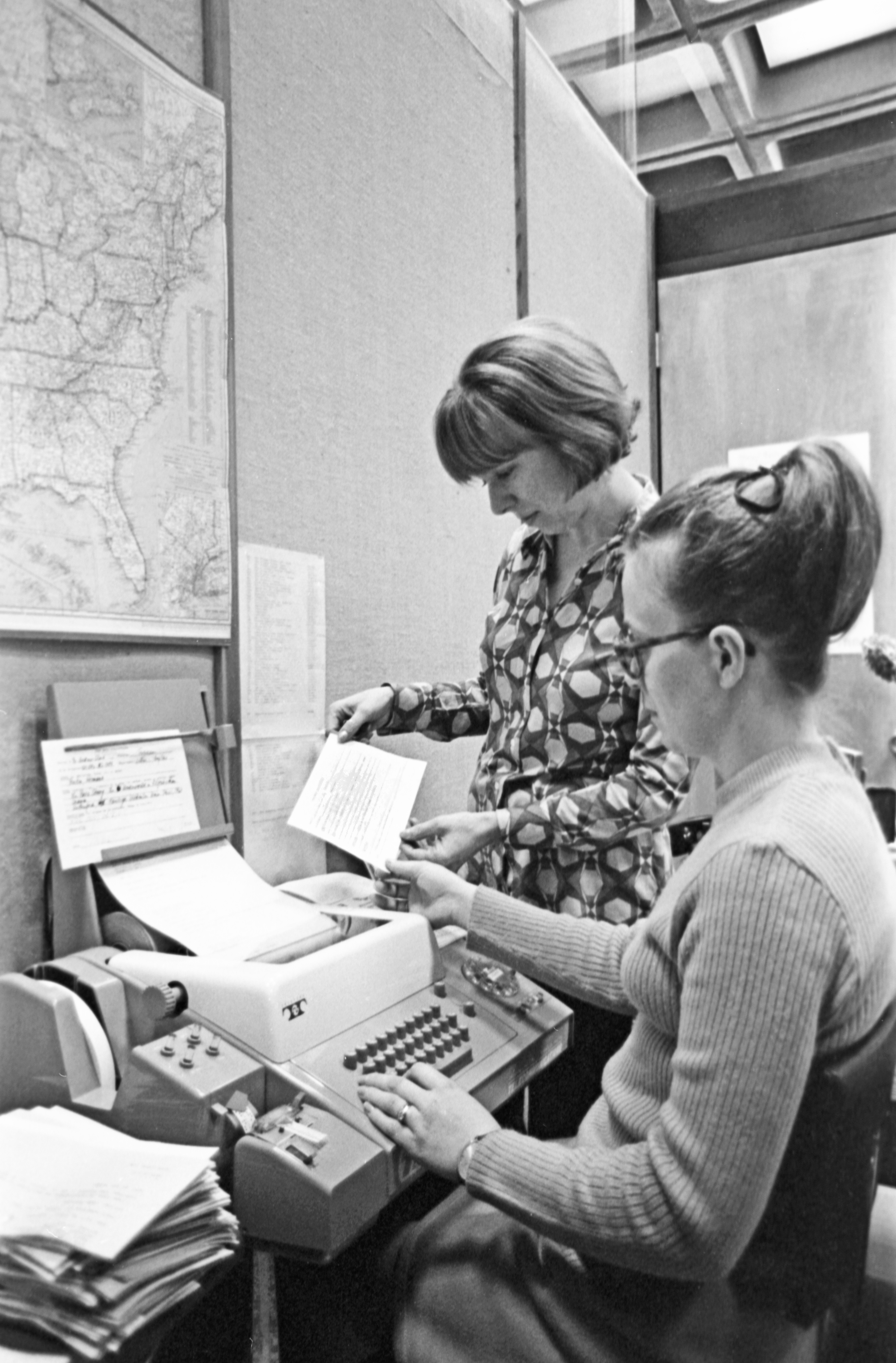
図書館間の相互貸出システム（1972年）

## 仕様と使用法
テレタイプ端末の文字セットはごく限られ、印字部は活字式プリンターであり印字品質は貧弱だった。また、多くは紙テープ鑽孔機と紙テープ読取機に接続され、オフラインで電文を作成して保管（紙テープを箱などに収納）しておくことができた。この機能は通信回線やコンピュータの記憶装置などの利用が非常に高額なものであった場合には有用なものだった。

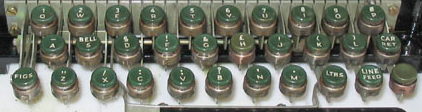
Baudot Code を生成するテレタイプ端末のキーボード。32個のキーがあり、スペースバーもある。

多くのテレタイプ端末は5ビットの Baudot Code（ITA2としても知られる）を採用していた。この文字セットは32種類のコードから成る（25 = 32）。数字や記号をタイプするには "FIGS" シフトキーを使う。中にはFIGSで気象シンボルなどの特殊な文字と解釈するテレタイプ端末もあった。印字品質は現代から見れば貧弱なものだった。Baudot Code はスタートビットとストップビットを使ったいわゆる調歩同期式であり、この設計はテレタイプ端末の電気機械の開始・終了と密接に関連していた。初期のシステムは同期式コード設計だったが、機械の同期が難しかった。他にもASCII、Fieldata、Flexowriterといったコードが登場したが、Baudotほど普及することはなかった。
テレタイプの回路の論理レベルを「マーク」と「スペース」という用語で表す。テレタイプ端末の通信は単純な直流電流のオンとオフでなされる。回路が閉じて電流が流れる状態を「マーク」、回路が開いて電流が流れない状態を「スペース」と呼んだ。マーク状態が継続していることを「アイドル」状態と呼び、ある文字のコードを送信する際にはスペースで表される「スタートビット」がまず送られる。スタートビットに続いて文字を表す固定個のビット列（マークとスペースの列）が送られる。Baudot Code の場合はそれが5ビットである。その後、1個かそれ以上のストップビットを送る。ストップビットはマークであり、後続のスタートビットと識別できるようになっている。送信側にそれ以上送信すべきものがなければ、新たな文字のスタートビットを送るまでマーク状態が継続する。文字と文字の間の時間は任意だが、少なくとも受信側が必要とする最小ストップビット数のぶんだけ間隔を空ける必要がある。
断線すると受信側は連続なスペース状態となり、ヌル文字を連続で受信しているような動作をする（ただしヌル文字なので何も印字しない）。
初期の製品は、リレー・カム・クランクを動作させる為、本来の長距離通信の電信回線を流れる20mAカレントループを使用するものが多かった。後に、ソリッドステート化が図られるとRS-232を備える製品も現れ、カレントループに代わり主流となった。
テレタイプの回線は通信事業者からリースするのが普通で、電話回線と同じ銅線のツイストペアで顧客の所在地から通信事業者の局までを結んでいた。そして局内でテレックスまたはTWXサービス向けの交換機に接続されていた。専用線の場合は交換機を介さず、ハブや中継器に接続され、1対1や1対多の接続を構成していた。カレントループを使い、2台より多くのテレタイプ端末を同じ回線に接続することもできた。
初期のテレタイプ端末のキーボードは3列で、大文字だけをサポートしていた。5ビットの Baudot Code を使い、毎分60語ほどの速度で通信した。コンピュータの普及と共にASCIIコードを採用したテレタイプ端末が登場し、広く使われるようになっていった。
1940年代、5ビットの Baudot Code が普及するとウエスタンユニオンが転送速度を比較する指標として words per minute を採用し、その後数十年に渡って使われた。通常、スタートビットを1ビット、データビットを5ビット、ストップビットを1.42ビットの長さで送る。ストップビットがこのような長さになっているのは、機械式印字機構を同期させるためである。コンピュータは1.42などという時間を容易には生成できないので、1.5で代替するか2.0ビットぶん送信して1.0ビットぶんだけ受信するなどの工夫をした。
例えば、"60 speed" の端末は45.5ボー（ビットあたり22.0ミリ秒）、"66 speed" の端末は50.0ボー（ビットあたり20.0ミリ秒）、"75 speed" の端末は56.9ボー（ビットあたり17.5ミリ秒）、"100 speed" の端末は74.2ボー（ビットあたり13.5ミリ秒）、"133 speed" の端末は100.0ボー（ビットあたり10.0ミリ秒）である。アマチュア無線のRTTYでは、60 speed がデファクトスタンダードとなった。これは、その速度の端末が容易に入手可能だったことと、アメリカ連邦通信委員会 (FCC) が1953年から1972年まで 60 speed のみに制限していたためである。テレックスや通信社のニュース配信サービスなどは 66 speed を使っていた。機器の信頼性向上に伴って 75 speed や 100 speed に移行した例もある。しかし電波では転送レートを上げると誤り率が高くなるため、60 または 66 speed が主に使われ続けた。
もう1つのテレタイプ端末の速度指標として "operations per minute (OPM)" がある。例えば、60 speed は一般に 368 OPM、66 speed は 404 OPM、75 speed は 460 OPM、100 speed は 600 OPM である。ウエスタンユニオンのテレックスは通常 390 OPM に設定されており、1文字を7.42ビットではなく7ビットで表すものとする。
ニュース配信サービスや個別のテレタイプ端末では、重要なメッセージを受信した際にベルを鳴らす機能があった。例えば、UPI通信社のサービスでは、ベルを4回鳴らす "Urgent" メッセージ、5回鳴らす "Bulletin"、10回鳴らす FLASH などがあった。
テレタイプ回線には5ビット紙テープパンチ機やリーダーが接続されることが多く、それによって受信したメッセージを別の回線で再送することができる。複雑な軍や商用のネットワークはこの方式で構築されていた。メッセージセンターには何台もテレタイプ端末が並び、大量の送信を待つ紙テープが置かれていた。熟練したオペレータは紙テープの穴のパターンから優先コードを読み取ることができ、パンチ機から出てくる高優先度の紙テープをそのままリーダーに供給することもあった。通常のトラフィックは中継されるのに数時間待たされることが多かった。多くのテレタイプ端末には紙テープリーダーとパンチが備わっており、受信したメッセージを機械に読み取れる形でセーブし、オフラインで編集可能にしていた。
無線ではRTTYがよく使われた。アマチュア無線では今もこれが使われている。

### 制御文字
タイプライターや電気機械式プリンターは紙上に文字を印字でき、キャリッジを行の左端に戻す動作（キャリッジ・リターン）や次の行に印字位置を進める動作（ラインフィード）などの操作を実行する。印字以外の操作コマンドは印字される文字と同様に転送され、それらを制御文字と呼ぶ。キャリッジ・リターンやラインフィードといった一部の制御文字は本来の機能を保持しているが、他の制御文字の多くは異なる用途で使われている。

### "Here is" キー
一部のテレタイプ端末には "Here is" キー（「こちらは 〜 です」キー）があり、プログラム可能な20文字または22文字を送信する。これは一般に局の識別に使われ、オペレータがこのキーを押下すると局識別子が相手に送られる。つまり、相手が「あなたは誰?」を意味するENQキーを押してENQ文字（問い合わせ文字）を送信してきたら、こちらはこの「Here is」キーを押せばその問いに対する返答となる。
ENQ（コントロール+E）信号を受信した際に自動的に応答としてこの文字列を送信するようにも設定できる。

## 主な端末機
一体型の機種が開発される前にも、シーメンスの高速電信機、ウェスタン・エレクトリックの高速電信機などがあったが、紙テープ鑽孔用タイプライター・テープ送信機・テープ鑽孔受信機・印刷機などが別々であり非常に広い設置場所が必要なものであった。

### Creed & Company

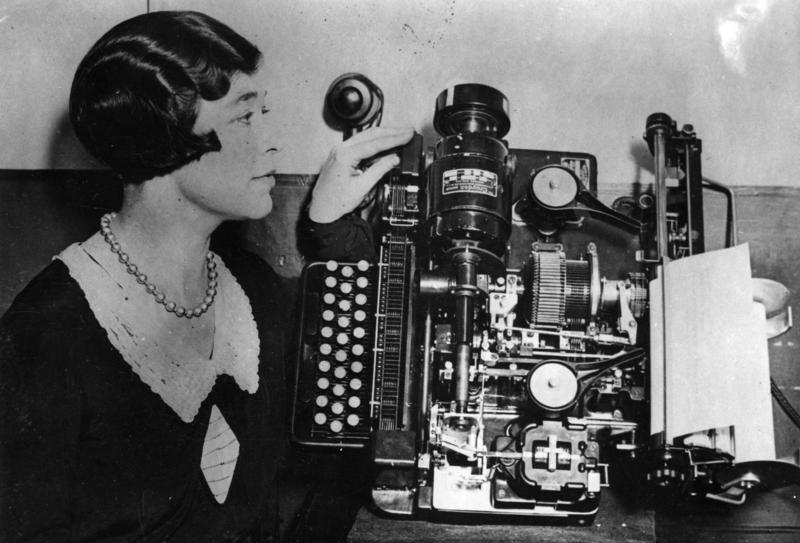
イギリスの Creed & Company Teleprinter No. 7 (1930)

Creed & Company はイギリスのテレタイプ端末製造企業である。
- Creed model 7E (with overlap cam and range finder)
- Creed model 7B
- Creed model 7
- Creed model 7/RP (teleprinter reperforator)
- Creed model 54
- Creed model 75
- Creed model 85 (reperforator)
- Creed model 86 (reperforator)
- Creed model 444 (GPO type 15)

### クラインシュミット
1931年、エドワード・クラインシュミットは新たな種類のテレタイプ端末を開発する会社 Kleinschmidt Labs を創業した。1944年、軽量な機種を開発し、1949年には陸軍の携帯用テレタイプ端末に採用された。1956年、スミス・コロナと合併し、さらにマーチャント計算機とも合併して SCM Corporation となった。1979年、クラインシュミット部門がスピンオフして Electronic Data Interchange となった。

### モルクラム
モルクラムの最初の電信印刷機は1910年、ボストンとニューヨークの Postal Telegraph Company に納入された。鉄道と共に発展していき、1914年にはAP通信が採用した。1930年にクラインシュミット・エレクトリックと合併してモルクラム・クラインシュミットとなり、直後にテレタイプ・コーポレーションに改称している。

### オリベッティ
イタリアの事務機器メーカーであるオリベッティは、イタリアの郵便局向けにテレタイプ端末を製造していた。初期の機種は紙のリボンに印字し、それを切り取って電報用紙に貼り付けて使っていた。
- Olivetti T1 (1938–1948)
- Olivetti T2 (1948–1968)
- Olivetti Te300 (1968–1975)
- Olivetti Te400 (1975–1991)

### ジーメンス・ウント・ハルスケ

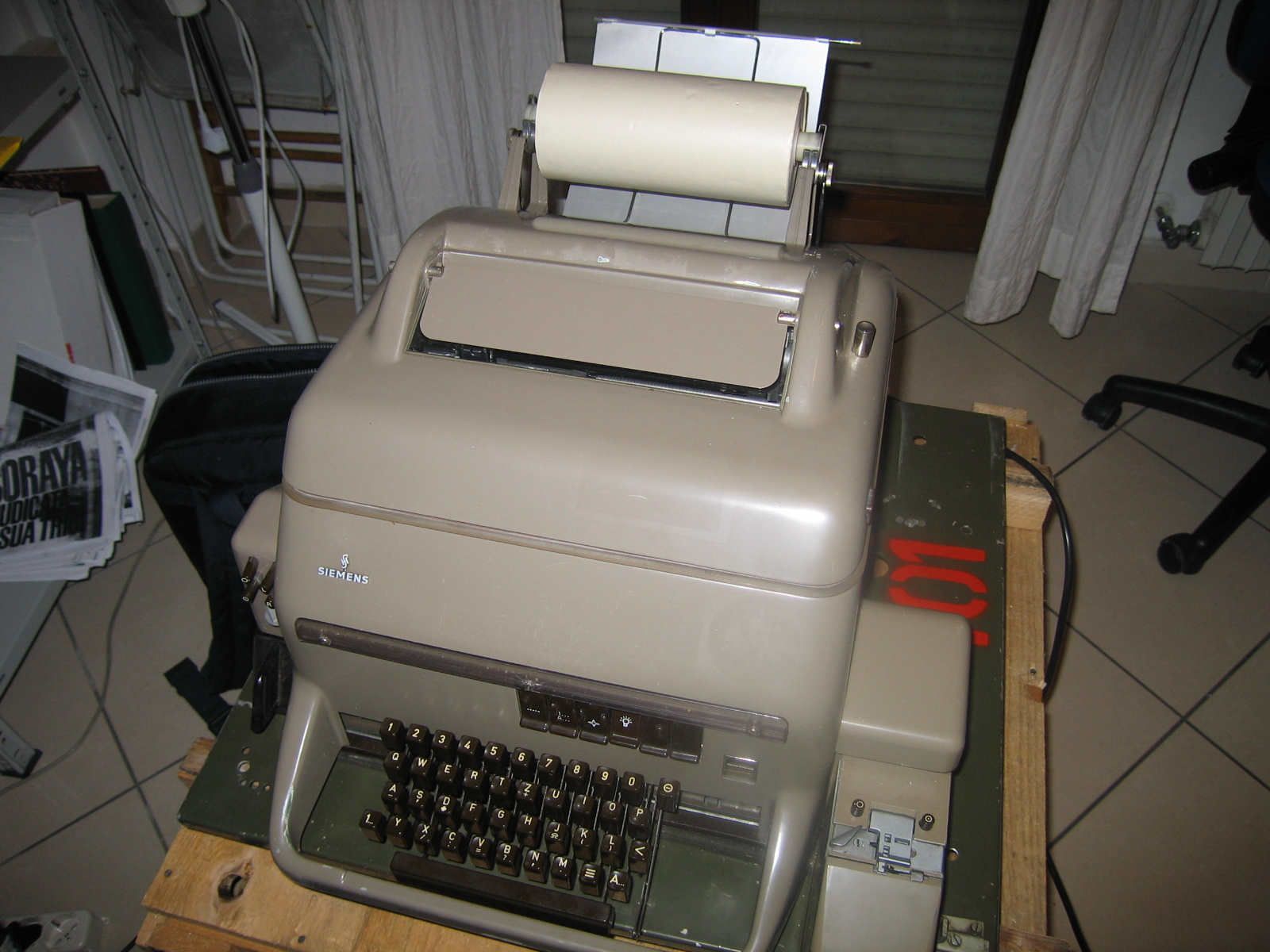
Siemens Fernschreiber 100 テレプリンタ

ジーメンス・ウント・ハルスケ（後のシーメンス）は1897年創業のドイツのメーカーである。
- Teleprinter Model 100 Ser 1 (end of 1950s) – テレックス向け[20]
- Teleprinter Model 100 Ser. 11 – 若干の改良を加えた後期バージョン
- Teleprinter T 1000 electronic teleprinter (processor based) 50-75-100 Bd.
- Teleprinter T 1200 electronic teleprinter (processor based) 50-75-100-200 Bd.

### テレタイプ社

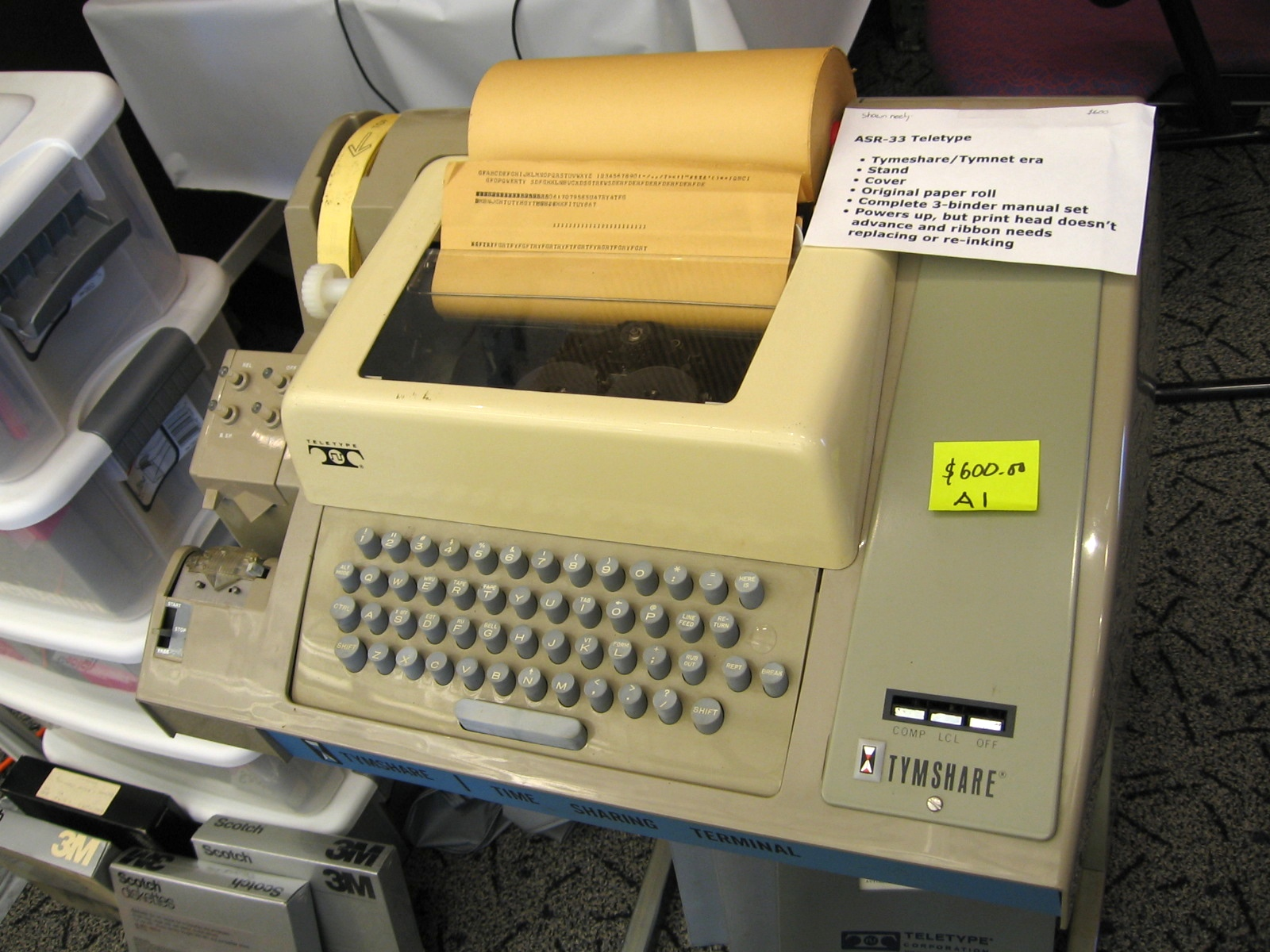
テレタイプ社 ASR-33

1906年に創業したモルクラム社が起源で、1925年にクラインシュミット・エレクトリックと合併しモルクラム・クラインシュミットとなり、1928年12月にテレタイプ・コーポレーションに改称。1930年にAT&Tが買収し、ウェスタン・エレクトリックの子会社とした。初めて一体型の機種を開発した、テレタイプ社の製品が極めて大衆的になったため、この種の端末をテレタイプ端末あるいはTTY端末と呼ぶことが多い。ブランド名は存続していたが、1984年のAT&T解体の際にAT&Tの名称とロゴを使用するようになった。1990年にはテレタイプ端末の製造が終了となった。
テレタイプ社の機種は大型で重く、非常に頑丈で、潤滑油を適切にさせば何カ月も連続で動作できた。モデル15は長期に渡って生産された数少ない機種で、1930年から1963年まで33年間生産されている。テレタイプ社は1940年代中ごろにモデル15の後継としてモデル28を投入しようとしたが、第二次世界大戦中にモデル15を大量生産したためにモデル15を生産し続けたほうが経済的であるという状態になっていた。
端末のタイプとして以下のものがあった。
ASR (Automatic Send-Receive)
紙テープ鑽孔装置および紙テープ読取装置を備え、オフラインで紙テープに鑽孔した電文を紙テープ読取装置で読ませることにより、オンライン時に自動的に通信回線やホストコンピュータに送出することができる端末。
KSR (Keyboard Send-Receive)
キーボードからの入力と紙への記録ができるだけの端末。
RO (Receive Only)
紙への記録ができるだけの受信専用端末。テレプリンター。
SO (Send Only)
キーボードからの入力での送信のみの送信専用端末。
BSR (Buffered Send Receive)
電子的な記憶装置をもった端末。
主な端末として以下のものがあった。
- 11 1921年 : 初めて一体型の機種として発表された。
- 12 1922年 : 一体型の機種として本格的に製造
- 14 1925年 : 約60,000台製造された。
- 15 1930年 : アメリカ軍の通信網構築用として第二次世界大戦の期間に約200,000台製造された。
- 28 1950年代 : 製造された中で最もうるさい機械式タイプライターであった。
- 33/32 1963年 : 低コスト化された全機械式の代表的な機種。33は大文字のみのASCIIコード仕様（現在のものと異なる）でありその頃のコンピュータ端末の標準となった。32はBaudot Code。
- 35 1963年 : モデル28のASCII版。
- 37 1967年 : 現在と同じ英小文字入りASCIIを初めて使用。
- 40 1974年 : ブラウン管画面の接続が可能。
- 43 1979年 : インパクトドットマトリックス方式印刷機で300bps対応の電子化されたもの。

## 日本製の機種
黒田精工・日本無線などがテレタイプ社の互換機を製造していた。

### 機種
- 沖電気
  - ET‐4500 : (50,75,100bps)
  - OKITYPER‐8000 : インパクトドットマトリックス方式印刷機
- カシオ計算機
  - タイピュータ502 ASR : (300bps)インクジェット式印刷機
- 三洋電機
  - STT-601A (600bps) : 感熱式印刷機

### カナテレタイプ
カタカナ送受信に対応したもの。電報の送信などにも使用された。

### 漢字テレタイプ
漢字を符号化して送信するものである。紙テープに鑽孔して受信しテープ読取式漢字印刷機で印字するものは、新聞製作の機械化に用いられた。

## テレタイプ端末を使用したネットワーク
テレタイプ端末を使用した主なネットワークは以下の5つである。
- テレックスなどの交換網。2つの端末間にリアルタイムの回線を形成し、一方でタイプした内容が即座に他方に現れる。アメリカとイギリスのシステムは電話機のダイヤルが備わっていたが、ドイツのシステムはキーボードから相手の番号を入力する方式だった。タイピングによる会話も可能だが、接続時間によって課金されるため、予め紙テープに送信メッセージを鑽孔しておき、通信中はタイプしないのが一般的だった。
- 専用線とラジオテレタイプ網。政府機関や企業が情報通信に使用した。利用頻度が高くて広域にネットワークを構築する場合には、公衆の交換網を使用するよりも専用線による電話網を設けた方が料金を抑えることができた。
- メッセージ交換（英語版）システム。電子メールのようなもの。軍隊も同様のシステムを使っていた。
- 放送システム。気象情報やニュースを配信。AP通信、アメリカ国立気象局、ロイター、UPI通信社などを参照。
- 「ループ」システム。ループに属する任意のマシンでタイプすると、ループ内の全マシンで印字される。例えば、警察が各署をこのようなシステムで相互接続していた。

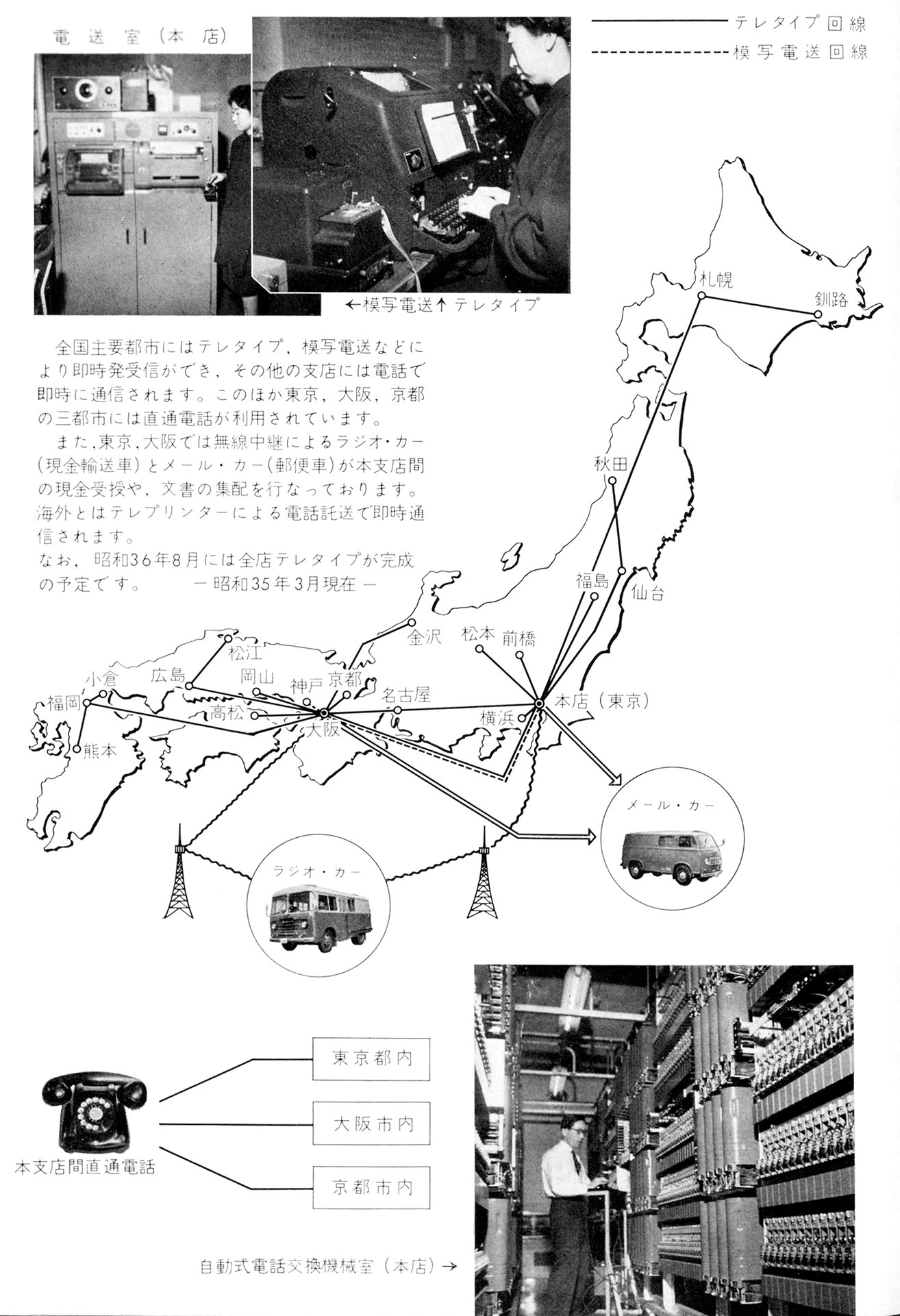
富士銀行の専用線ネットワーク（1960年）
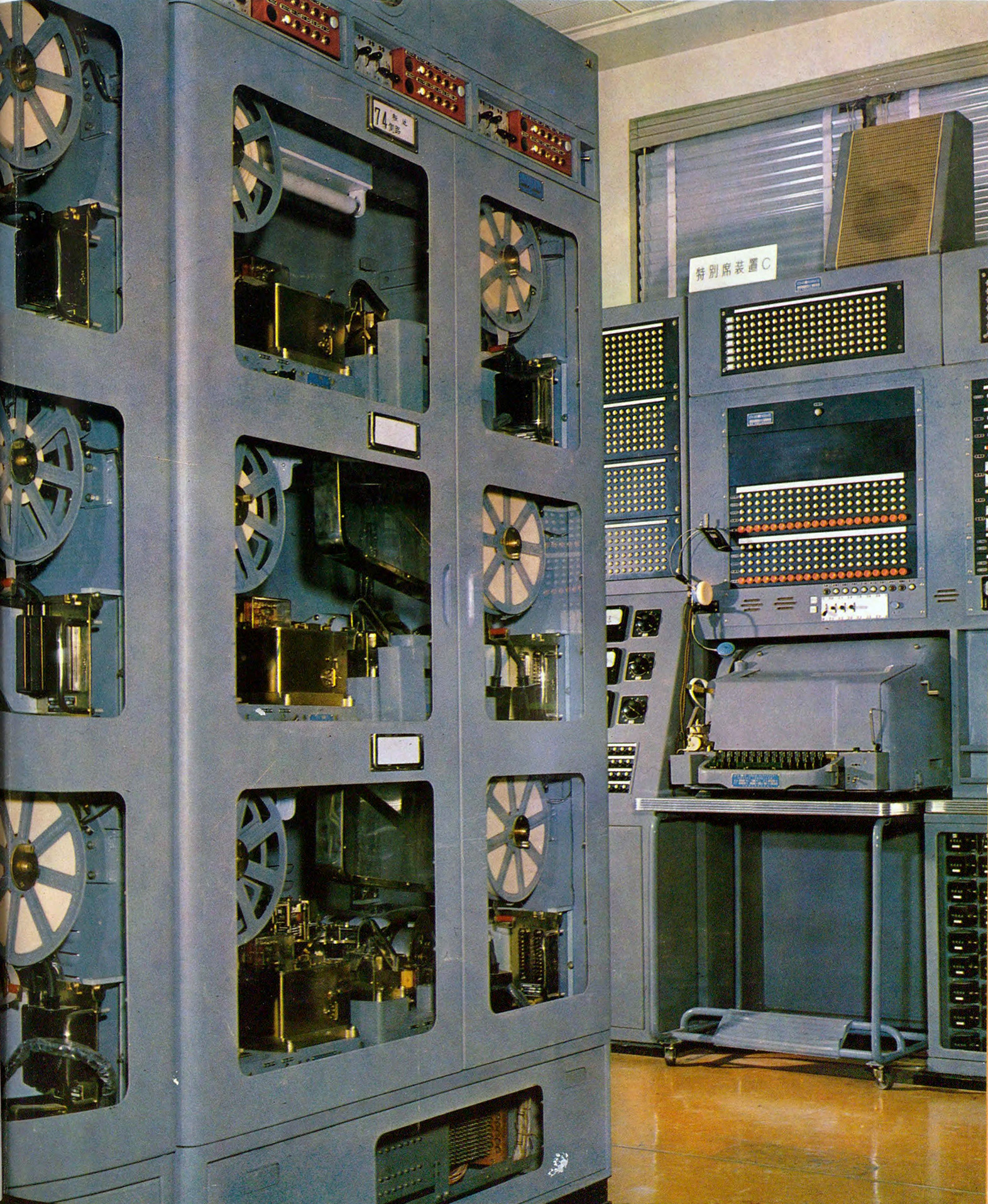
富士銀行でテレタイプ回線の中継に使われた電信自動交換機

## テレックス
国際的テレタイプネットワークを「テレックス」と呼び、1920年代後半に発展し、20世紀末ごろまでビジネス通信に使われ続けた。テレックスは交換網であり、電話のようにダイヤルで相手を指定でき、アメリカではウエスタンユニオンがネットワークを提供した。AT&Tはこれに対抗する「TWX」を開発。こちらも当初はダイヤルで相手を指定し、Baudot Code を使用。後に ASCII をベースにしたサービスも提供した。テレックスはいくつかの国では使われ続けているが、多くの用途はインターネットに移行している。

## テレタイプセッター
5ビットの Baudot Code と7ビットのASCIIコードに加え、6ビットのTTS（テレタイプセッター）コードもニュース配信などに使われていた。「シフトイン」コードと「シフトアウト」コードを使うことで、アルファベットの全ての大文字と小文字、数字、新聞で使われる記号、「左寄せ」や「中央にそろえる」といった植字指示などを扱える。本来このコードは紙テープを鑽孔し、その紙テープをライノタイプ付属の紙テープリーダーに読み込ませ、新聞や雑誌の印刷にそのまま使用することを意図したものだった。後には、カレントループ信号をそのままミニコンピュータやメインフレームに記録させ、コンピュータ上で編集して写真製版機に入力するようになった。

## コンピュータ端末としての利用
テレタイプは初期のコンピュータの入出力装置（端末）としても用いられ、1970年代後半ころまで使われた。1960年代初頭ころから対話型タイムシェアリングが広まってゆくと、計算機室内だけでなく遠隔でも使われた。だがラインプリンターやVDT（ブラウン管表示方式の入出力装置）のほうが使われることが増えていった。
初の遠隔使用
デジタルの父と呼ばれることもあるジョージ・スティビッツは1940年1月8日にComplex Number Calculatorという複素数の四則演算が可能な装置を完成させ、1940年9月11日にダートマス大学でのアメリカ数学会の会議でその装置のデモンストレーションをやってみせた。スティビッツはニューヨークに設置してあるComplex Number Calculatorに電話回線を通してテレタイプでアクセスし、コマンドを打ち込み操作した。これは電話回線経由で遠隔からコンピュータを使った世界初の事例である。
使用法
コマンドプロンプトが印字された後にユーザーがコマンドを打ち込む。印字は後戻りできない。ユーザーが間違って打ち込んだ文字を消したい場合、前の文字をキャンセルすることを示す制御文字を入力する。ビデオディスプレイが登場したとき、そのユーザインタフェースは電気機械式プリンターのそれと全く同じだった。ビデオ端末はテレタイプ端末と同じように使うことができた。これがテキスト端末とキャラクタユーザインタフェースの起源である。

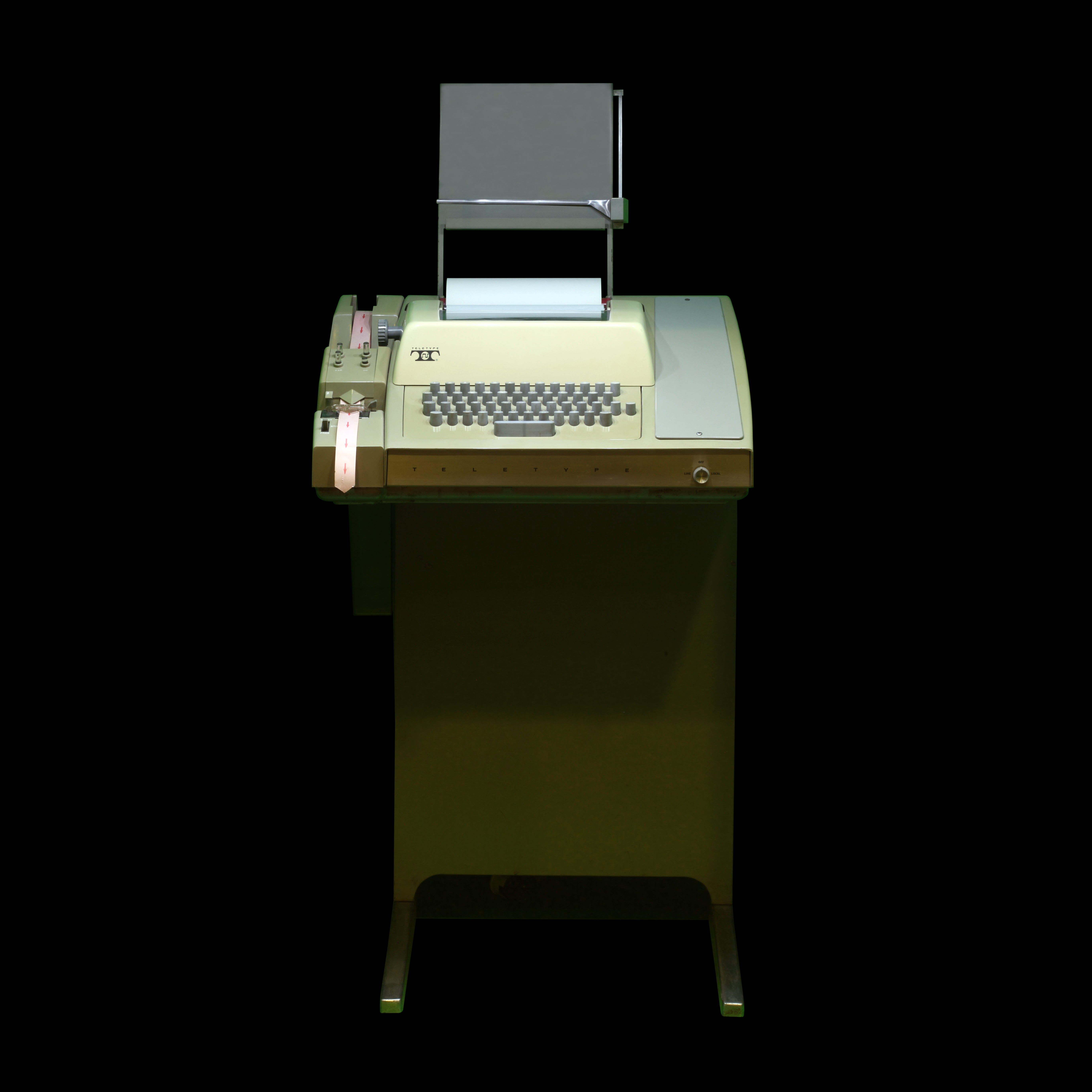
ASR-33。テレタイプ社の Model 33 ASR は紙テープリーダーとパンチを備え、コンピュータにモデム経由で接続して使用できる。

紙テープはコンピュータとのやりとりをオフラインで準備したり、コンピュータの出力を記録するのに使われた。ASR-33はBaudotではなく7ビットASCIIコード（8ビットめはパリティビット）を採用している。
DECのRT-11などの初期のOSでは、シリアル通信ラインにはテレタイプ端末がよく接続され、デバイス名は tt で始まることになっていた。他の多くのOSでも同様の命名法が採用されている。UNIXとUnix系オペレーティングシステムは接頭辞として tty を採用し、例えば /dev/tty13 などと命名している。また「擬似端末」には pty (pseudo-tty) を接頭辞とし、例えば /dev/ptya0 などとしている。多くの場合、"TTY" は任意のテキスト端末を意味する略称であり、外部コンソールデバイス、モデムを介してダイヤルアップ接続するポート、シリアルポートやRS-232ポートを介して接続する各種端末、ウィンドウシステムでの擬似端末デバイスを介した端末エミュレータなどを指す。
最初期のマイクロコンピュータ評価用ボードである、インテルSDK-80（i8080ベース）には、テレタイプ端末を想定したデバッグモニタがROMで提供されていた。また、初期のマイクロコンピュータ用プログラム開発環境、例えばインテルMDSやデジタルリサーチCP/Mなどはテレタイプ端末も使用できるように作られていた。

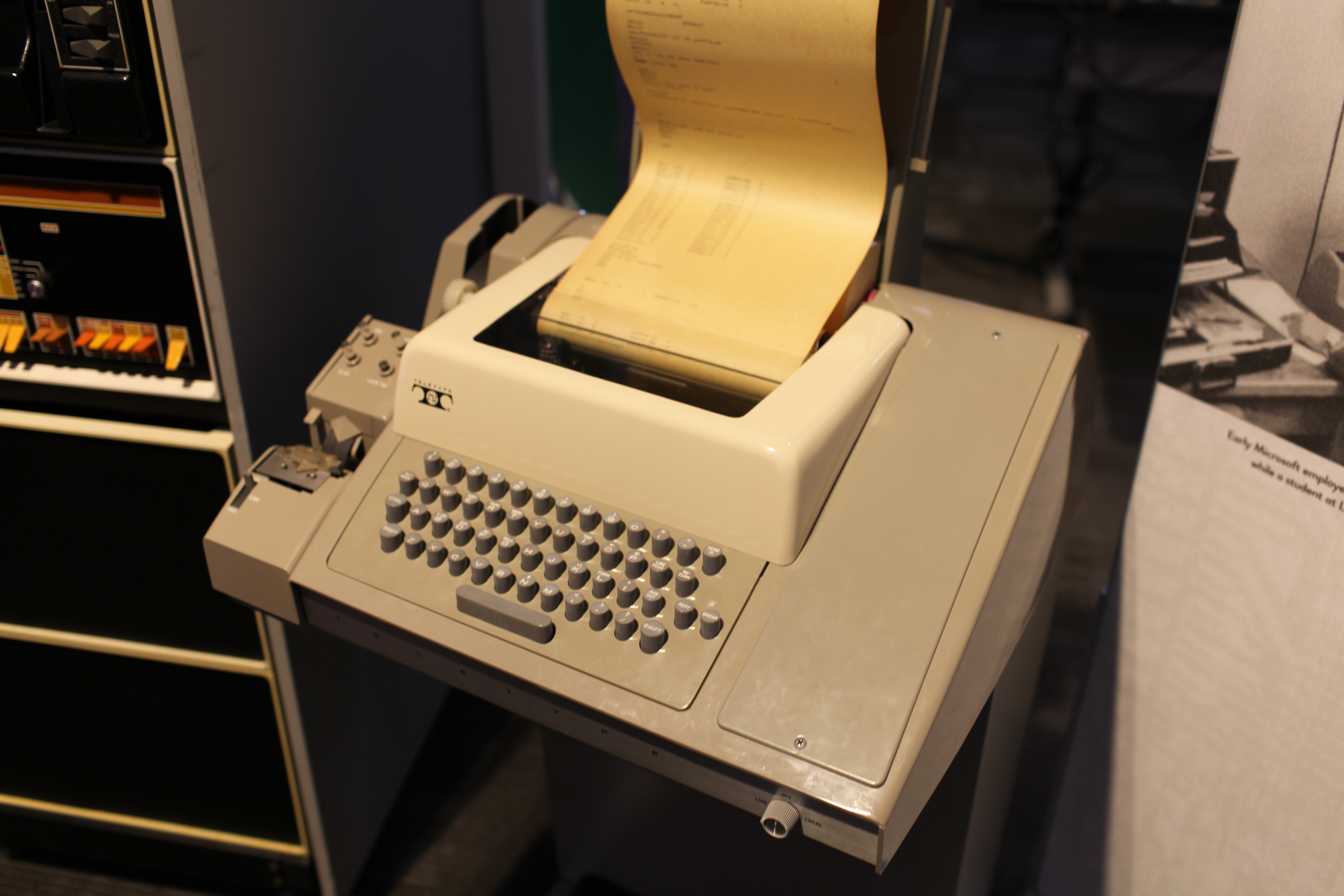
コンピュータの入出力装置として使われたテレタイプ（:en:Living Computer Museum 展示品）
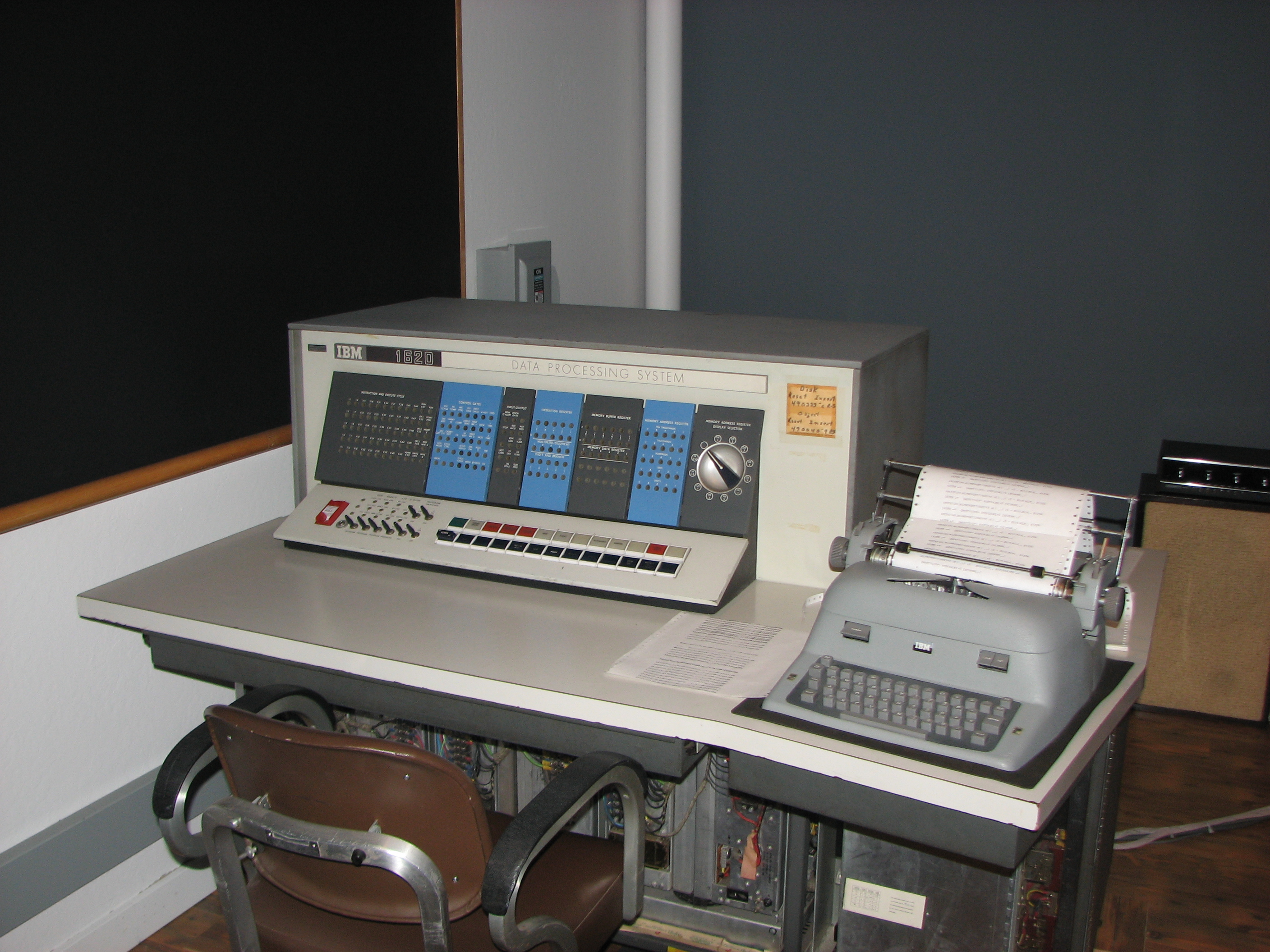
IBM 1620（1959年- ）とテレタイプ
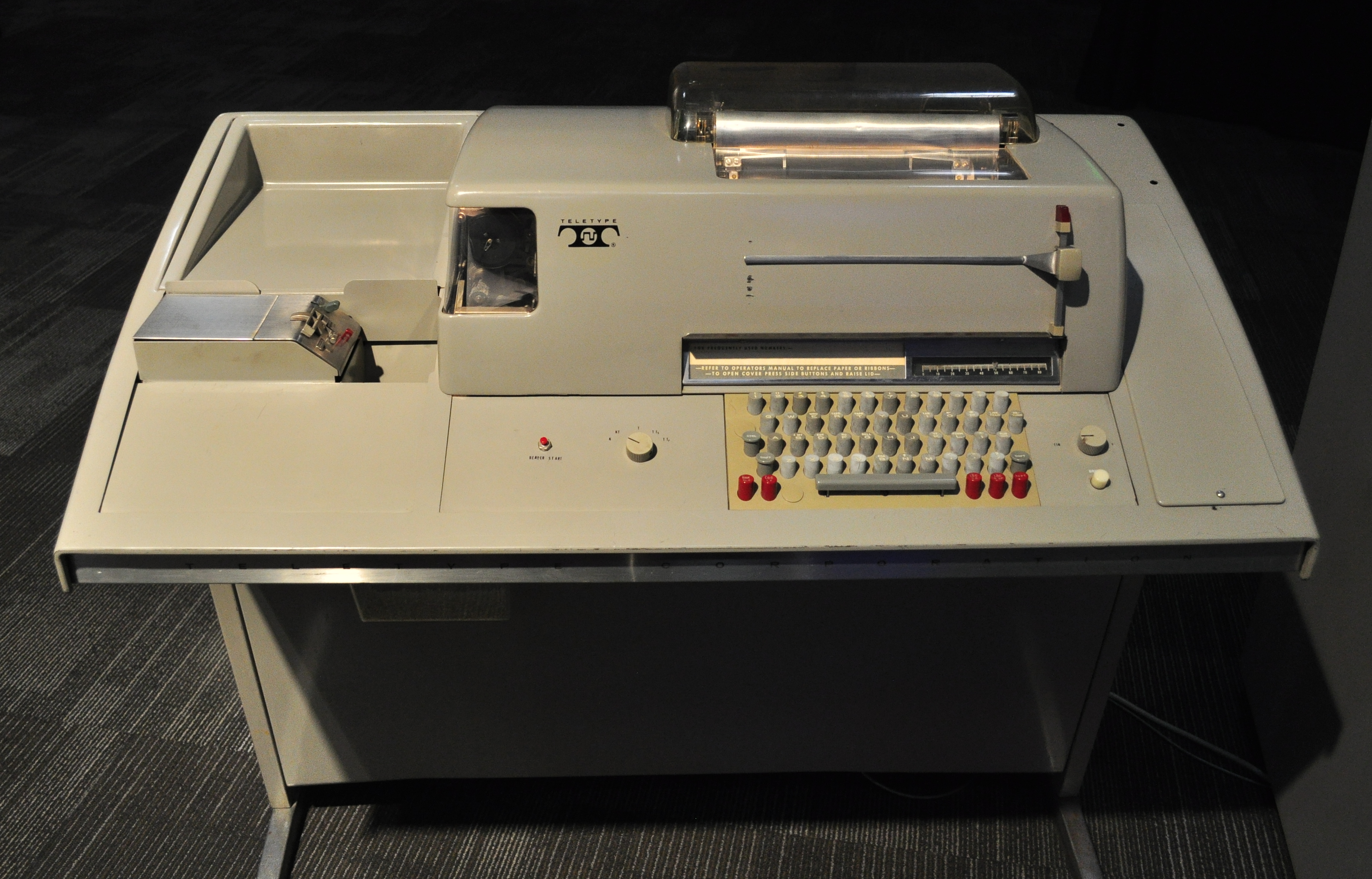
ASR-35（1960年代）。Living Computer Museum展示品。
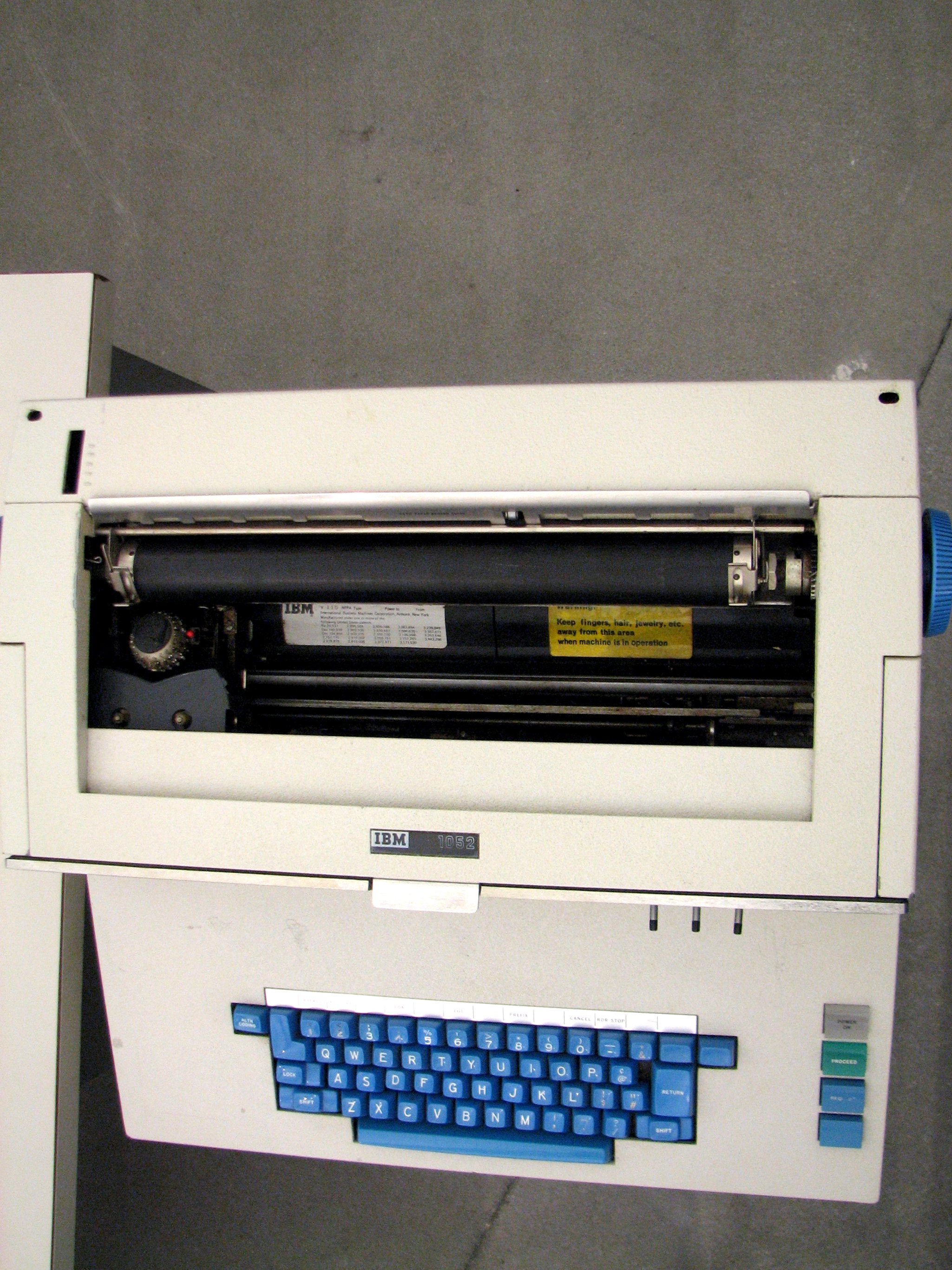
IBM System/360（1964年 - ）のテレタイプ
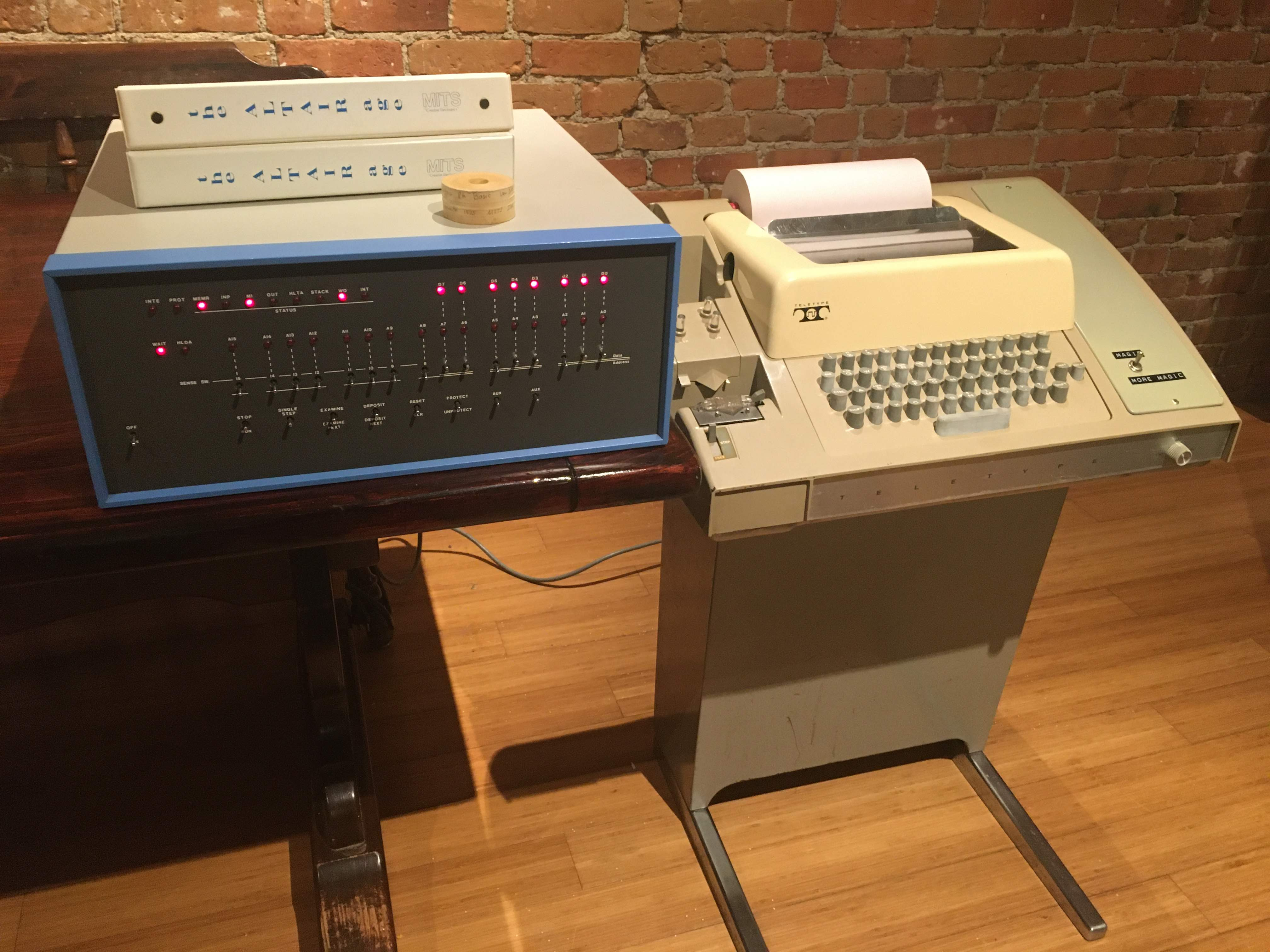
Altair 8800（1974年 - ）とテレタイプ

衰退
大量の入力や大量の出力という目的では、パンチカードリーダーや高速ラインプリンターのほうが使われるようになった。
1960年代から1970年代にかけてVDT（ブラウン管表示の入出力装置）のほうが普及してゆき、ただのファイル操作などの対話をわざわざ紙に印字しなくて済むので、そちらが使われることが増えた。
また1970年代後半や1980年代に個人で占有して使えるパーソナルコンピュータが登場して、そもそもメインフレームを使う頻度も減ってゆき、また処理能力の高いメインフレームを使う場合でもそのパーソナルコンピュータで端末エミュレータを動かしテレタイプの実機代わりに入出力装置として使う方法が生まれ、テレタイプの実機の需要がますます減っていった。（また、あえて印字したい場合でもPCに接続したプリンタを使えばよかった。）